# ICD-10 第14章:尿路性器系の疾患
本項は、『疾病及び関連保健問題の国際統計分類』第10版（ICD-10）の「第14章:尿路性器系の疾患」の一覧である。

## N00-N99 - 腎尿路生殖器系の疾患

### (N00-N08)　糸球体疾患
- N00　急性腎炎症候群
  - N00.0　急性腎炎症候群，軽微糸球体変化
  - N00.1　急性腎炎症候群，巣状及び分節状糸球体変化
  - N00.2　急性腎炎症候群，びまん性膜性糸球体腎炎
  - N00.3　急性腎炎症候群，びまん性メザンギウム増殖性糸球体腎炎
  - N00.4　急性腎炎症候群，びまん性管内増殖性糸球体腎炎
  - N00.5　急性腎炎症候群，びまん性メザンギウム毛細管性糸球体腎炎
  - N00.6　急性腎炎症候群，デンスデポジット病
  - N00.7　急性腎炎症候群，びまん性半月体形成性糸球体腎炎
  - N00.8　急性腎炎症候群，その他
  - N00.9　急性腎炎症候群，詳細不明
- N01　急速進行性腎炎症候群
  - N01.0　急速進行性腎炎症候群，軽微糸球体変化
  - N01.1　急速進行性腎炎症候群，巣状及び分節状糸球体変化
  - N01.2　急速進行性腎炎症候群，びまん性膜性糸球体腎炎
  - N01.3　急速進行性腎炎症候群，びまん性メザンギウム増殖性糸球体腎炎
  - N01.4　急速進行性腎炎症候群，びまん性管内増殖性糸球体腎炎
  - N01.5　急速進行性腎炎症候群，びまん性メザンギウム毛細管性糸球体腎炎
  - N01.6　急速進行性腎炎症候群，デンスデポジット病
  - N01.7　急速進行性腎炎症候群，びまん性半月体形成性糸球体腎炎
  - N01.8　急速進行性腎炎症候群，その他
  - N01.9　急速進行性腎炎症候群，詳細不明
- N02　反復性及び持続性血尿
  - N02.0　反復性及び持続性血尿，軽微糸球体変化
  - N02.1　反復性及び持続性血尿，巣状及び分節状糸球体変化
  - N02.2　反復性及び持続性血尿，びまん性膜性糸球体腎炎
  - N02.3　反復性及び持続性血尿，びまん性メザンギウム増殖性糸球体腎炎
  - N02.4　反復性及び持続性血尿，びまん性管内増殖性糸球体腎炎
  - N02.5　反復性及び持続性血尿，びまん性メザンギウム毛細管性糸球体腎炎
  - N02.6　反復性及び持続性血尿，デンスデポジット病
  - N02.7　反復性及び持続性血尿，びまん性半月体形成性糸球体腎炎
  - N02.8　反復性及び持続性血尿，その他
  - N02.9　反復性及び持続性血尿，詳細不明
- N03　慢性腎炎症候群
  - N03.0　慢性腎炎症候群，軽微糸球体変化
  - N03.1　慢性腎炎症候群，巣状及び分節状糸球体変化
  - N03.2　慢性腎炎症候群，びまん性膜性糸球体腎炎
  - N03.3　慢性腎炎症候群，びまん性メザンギウム増殖性糸球体腎炎
  - N03.4　慢性腎炎症候群，びまん性管内増殖性糸球体腎炎
  - N03.5　慢性腎炎症候群，びまん性メザンギウム毛細管性糸球体腎炎
  - N03.6　慢性腎炎症候群，デンスデポジット病
  - N03.7　慢性腎炎症候群，びまん性半月体形成性糸球体腎炎
  - N03.8　慢性腎炎症候群，その他
  - N03.9　慢性腎炎症候群，詳細不明
- N04　ネフローゼ症候群
  - N04.0　ネフローゼ症候群，軽微糸球体変化
  - N04.1　ネフローゼ症候群，巣状及び分節状糸球体変化
  - N04.2　ネフローゼ症候群，びまん性膜性糸球体腎炎
  - N04.3　ネフローゼ症候群，びまん性メザンギウム増殖性糸球体腎炎
  - N04.4　ネフローゼ症候群，びまん性管内増殖性糸球体腎炎
  - N04.5　ネフローゼ症候群，びまん性メザンギウム毛細管性糸球体腎炎
  - N04.6　ネフローゼ症候群，デンスデポジット病
  - N04.7　ネフローゼ症候群，びまん性半月体形成性糸球体腎炎
  - N04.8　ネフローゼ症候群，その他
  - N04.9　ネフローゼ症候群，詳細不明
- N05　詳細不明の腎炎症候群
  - N05.0　詳細不明の腎炎症候群，軽微糸球体変化
  - N05.1　詳細不明の腎炎症候群，巣状及び分節状糸球体変化
  - N05.2　詳細不明の腎炎症候群，びまん性膜性糸球体腎炎
  - N05.3　詳細不明の腎炎症候群，びまん性メザンギウム増殖性糸球体腎炎
  - N05.4　詳細不明の腎炎症候群，びまん性管内増殖性糸球体腎炎
  - N05.5　詳細不明の腎炎症候群，びまん性メザンギウム毛細管性糸球体腎炎
  - N05.6　詳細不明の腎炎症候群，デンスデポジット病
  - N05.7　詳細不明の腎炎症候群，びまん性半月体形成性糸球体腎炎
  - N05.8　詳細不明の腎炎症候群，その他
  - N05.9　詳細不明の腎炎症候群，詳細不明
- N06　明示された形態学的病変を伴う単独たんぱく<蛋白>尿
  - N06.0　明示された形態学的病変を伴う単独たんぱく<蛋白>尿，軽微糸球体変化
  - N06.1　明示された形態学的病変を伴う単独たんぱく<蛋白>尿，巣状及び分節状糸球体変化
  - N06.2　明示された形態学的病変を伴う単独たんぱく<蛋白>尿，びまん性膜性糸球体腎炎
  - N06.3　明示された形態学的病変を伴う単独たんぱく<蛋白>尿，びまん性メザンギウム増殖性糸球体腎炎
  - N06.4　明示された形態学的病変を伴う単独たんぱく<蛋白>尿，びまん性管内増殖性糸球体腎炎
  - N06.5　明示された形態学的病変を伴う単独たんぱく<蛋白>尿，びまん性メザンギウム毛細管性糸球体腎炎
  - N06.6　明示された形態学的病変を伴う単独たんぱく<蛋白>尿，デンスデポジット病
  - N06.7　明示された形態学的病変を伴う単独たんぱく<蛋白>尿，びまん性半月体形成性糸球体腎炎
  - N06.8　明示された形態学的病変を伴う単独たんぱく<蛋白>尿，その他
  - N06.9　明示された形態学的病変を伴う単独たんぱく<蛋白>尿，詳細不明
- N07　遺伝性腎症<ネフロパシー>，他に分類されないもの
  - N07.0　遺伝性腎症<ネフロパシー>，他に分類されないもの，軽微糸球体変化
  - N07.1　遺伝性腎症<ネフロパシー>，他に分類されないもの，巣状及び分節状糸球体変化
  - N07.2　遺伝性腎症<ネフロパシー>，他に分類されないもの，びまん性膜性糸球体腎炎
  - N07.3　遺伝性腎症<ネフロパシー>，他に分類されないもの，びまん性メザンギウム増殖性糸球体腎炎
  - N07.4　遺伝性腎症<ネフロパシー>，他に分類されないもの，びまん性管内増殖性糸球体腎炎
  - N07.5　遺伝性腎症<ネフロパシー>，他に分類されないもの，びまん性メザンギウム毛細管性糸球体腎炎
  - N07.6　遺伝性腎症<ネフロパシー>，他に分類されないもの，デンスデポジット病
  - N07.7　遺伝性腎症<ネフロパシー>，他に分類されないもの，びまん性半月体形成性糸球体腎炎
  - N07.8　遺伝性腎症<ネフロパシー>，他に分類されないもの，その他
  - N07.9　遺伝性腎症<ネフロパシー>，他に分類されないもの，詳細不明
- N08　他に分類される疾患における糸球体障害
  - N08.0　他に分類される感染症及び寄生虫症における糸球体障害
  - N08.1　新生物性疾患における糸球体障害
  - N08.2　血液疾患及び免疫機構の障害における糸球体障害
  - N08.3　糖尿病における糸球体障害
  - N08.4　その他の内分泌，栄養及び代謝疾患における糸球体障害
  - N08.5　全身性結合組織障害における糸球体障害
  - N08.8　他に分類されるその他の疾患における糸球体障害

### (N10-N16)　腎尿細管間質性疾患
- N10　急性尿細管間質性腎炎
- N11　慢性尿細管間質性腎炎
  - N11.0　非閉塞性逆流性慢性腎盂腎炎
  - N11.1　慢性閉塞性腎盂腎炎
  - N11.8　その他の慢性尿細管間質性腎炎
  - N11.9　慢性尿細管間質性腎炎，詳細不明
- N12　尿細管間質性腎炎，急性又は慢性と明示されないもの
- N13　閉塞性尿路疾患及び逆流性尿路疾患
  - N13.0　尿管腎盂移行部閉塞を伴う水腎症
  - N13.1　尿管狭窄を伴う水腎症，他に分類されないもの
  - N13.2　腎結石性及び尿管結石性閉塞を伴う水腎症
  - N13.3　その他及び詳細不明の水腎症
  - N13.4　水尿管（症）
  - N13.5　水腎症を伴わない尿管の屈曲及び狭窄
  - N13.6　膿腎(症)
  - N13.7　膀胱尿管逆流性尿路疾患
  - N13.8　その他の閉塞性尿路疾患及び逆流性尿路疾患
  - N13.9　閉塞性尿路疾患及び逆流性尿路疾患，詳細不明
- N14　薬物及び重金属により誘発された尿細管間質及び尿細管の病態
  - N14.0　鎮痛薬<剤>性腎症<ネフロパシー>
  - N14.1　その他の薬物，薬剤及び生物学的製剤により誘発された腎症<ネフロパシー>
  - N14.2　詳細不明の薬物，薬剤又は生物学的製剤により誘発された腎症<ネフロパシー>
  - N14.3　重金属誘発性腎症<ネフロパシー>
  - N14.4　中毒性腎症<ネフロパシー>，他に分類されないもの
- N15　その他の腎尿細管間質性疾患
  - N15.0　バルカン腎症<ネフロパシー>
  - N15.1　腎膿瘍及び腎周囲膿瘍
  - N15.8　その他の明示された腎尿細管間質性疾患
  - N15.9　腎尿細管間質性疾患，詳細不明
- N16　他に分類される疾患における腎尿細管間質性障害
  - N16.0　他に分類される感染症及び寄生虫症における腎尿細管間質性障害
  - N16.1　新生物性疾患における腎尿細管間質性障害
  - N16.2　血液疾患及び免疫機構の障害における腎尿細管間質性障害
  - N16.3　代謝疾患における腎尿細管間質性障害
  - N16.4　全身性結合組織障害における腎尿細管間質性障害
  - N16.5　移植拒絶における腎尿細管間質性障害
  - N16.8　他に分類されるその他の疾患における腎尿細管間質性障害

### (N17-N19)　腎不全
- N17　急性腎不全
  - N17.0　尿細管え<壊>死を伴う急性腎不全
  - N17.1　急性皮質え<壊>死を伴う急性腎不全
  - N17.2　髄質え<壊>死を伴う急性腎不全
  - N17.8　その他の急性腎不全
  - N17.9　急性腎不全，詳細不明
- N18　慢性腎不全
  - N18.0　末期腎疾患
  - N18.8　その他の慢性腎不全
  - N18.9　慢性腎不全，詳細不明
- N19　詳細不明の腎不全

### (N20-N23)　尿路結石症
- N20　腎結石及び尿管結石
  - N20.0　腎結石
  - N20.1　尿管結石
  - N20.2　尿管結石を伴う腎結石
  - N20.9　尿路結石，詳細不明
- N21　下部尿路結石
  - N21.0　膀胱結石
  - N21.1　尿道結石
  - N21.8　その他の下部尿路結石
  - N21.9　下部尿路結石，詳細不明
- N22　他に分類される疾患における尿路結石
  - N22.0　住血吸虫症における尿路結石
  - N22.8　他に分類されるその他の疾患における下部尿路結石
- N23　詳細不明の腎仙痛

### (N25-N29)　腎及び尿管のその他の障害
- N25　腎尿細管機能障害から生じた障害
  - N25.0　腎性骨ジストロフィー<異栄養症>
  - N25.1　腎性尿崩症
  - N25.8　腎尿細管機能障害から生じたその他の障害
  - N25.9　腎尿細管機能障害から生じた障害，詳細不明
- N26　詳細不明の萎縮腎
- N27　原因不明の矮小腎
  - N27.0　矮小腎，一側(性)
  - N27.1　矮小腎，両側(性)
  - N27.9　矮小腎，患側不明
- N28　腎及び尿管のその他の障害，他に分類されないもの
  - N28.0　腎虚血及び腎梗塞
  - N28.1　腎のう<嚢>胞，後天性
  - N28.8　腎及び尿管のその他の明示された障害
  - N28.9　腎及び尿管の障害，詳細不明
- N29　他に分類される疾患における腎及び尿管のその他の障害
  - N29.0　腎の晩期梅毒
  - N29.1　他に分類される感染症及び寄生虫症における腎及び尿管のその他の障害
  - N29.8　他に分類されるその他の疾患における腎及び尿管のその他の障害

### (N30-N39)　尿路系のその他の疾患
- N30　膀胱炎
  - N30.0　急性膀胱炎
  - N30.1　間質性膀胱炎(慢性)
  - N30.2　その他の慢性膀胱炎
  - N30.3　(膀胱)三角部炎
  - N30.4　放射線膀胱炎
  - N30.8　その他の膀胱炎
  - N30.9　膀胱炎，詳細不明
- N31　神経因性膀胱(機能障害)，他に分類されないもの
  - N31.0　無抑制性神経因性膀胱(機能障害)，他に分類されないもの
  - N31.1　反射性神経因性膀胱(機能障害)，他に分類されないもの
  - N31.2　し<弛>緩性神経因性膀胱(機能障害)，他に分類されないもの
  - N31.8　その他の神経因性膀胱(機能障害)
  - N31.9　神経因性膀胱(機能障害)，詳細不明
- N32　その他の膀胱障害
  - N32.0　膀胱頚部閉塞(症)
  - N32.1　膀胱腸瘻
  - N32.2　膀胱瘻，他に分類されないもの
  - N32.3　膀胱憩室
  - N32.4　膀胱破裂，非外傷性
  - N32.8　その他の明示された膀胱障害
  - N32.9　膀胱障害，詳細不明
- N33　他に分類される疾患における膀胱障害
  - N33.0　 結核性膀胱炎
  - N33.8　他に分類されるその他の疾患における膀胱障害
- N34　尿道炎及び尿道症候群
  - N34.0　尿道膿瘍
  - N34.1　非特異性尿道炎
  - N34.2　その他の尿道炎
  - N34.3　尿道症候群，詳細不明
- N35　尿道狭窄
  - N35.0　外傷後尿道狭窄
  - N35.1　感染後尿道狭窄，他に分類されないもの
  - N35.8　その他の尿道狭窄
  - N35.9　尿道狭窄，詳細不明
- N36　尿道のその他の障害
  - N36.0　尿道瘻
  - N36.1　尿道憩室
  - N36.2　尿道小丘
  - N36.3　尿道粘膜脱
  - N36.8　尿道のその他の明示された障害
  - N36.9　尿道の障害，詳細不明
- N37　他に分類される疾患における尿道の障害
  - N37.0　他に分類される疾患における尿道炎
  - N37.8　他に分類される疾患におけるその他の尿道の障害
- N39　尿路系のその他の障害
  - N39.0　尿路感染症，部位不明
  - N39.1　持続性たんぱく<蛋白>尿，詳細不明
  - N39.2　起立性たんぱく<蛋白>尿，詳細不明
  - N39.3　緊張性<腹圧性>尿失禁
  - N39.4　その他の明示された尿失禁
  - N39.8　尿路系のその他の明示された障害
  - N39.9　尿路系の障害，詳細不明

### (N40-N51)　男性生殖器の疾患
- N40　前立腺肥大(症)
- N41　前立腺の炎症性疾患
  - N41.0　急性前立腺炎
  - N41.1　慢性前立腺炎
  - N41.2　前立腺膿瘍
  - N41.3　前立腺膀胱炎
  - N41.8　前立腺のその他の炎症性疾患
  - N41.9　前立腺の炎症性疾患，詳細不明
- N42　前立腺のその他の障害
  - N42.0　前立腺結石
  - N42.1　前立腺のうっ血及び出血
  - N42.2　前立腺の萎縮
  - N42.8　前立腺のその他の明示された障害
  - N42.9　前立腺の障害，詳細不明
- N43　精巣<睾丸>水瘤及び精液瘤
  - N43.0　被のう<嚢>精巣<睾丸>水瘤
  - N43.1　感染性精巣<睾丸>水瘤
  - N43.2　その他の精巣<睾丸>水瘤
  - N43.3　精巣<睾丸>水瘤，詳細不明
  - N43.4　精液瘤
- N44　精巣<睾丸>捻転
- N45　精巣<睾丸>炎及び精巣上体<副睾丸>炎
  - N45.0　膿瘍を伴う精巣<睾丸>炎，精巣上体<副睾丸>炎及び精巣上体精巣<副睾丸睾丸>炎
  - N45.9　膿瘍を伴わない精巣<睾丸>炎，精巣上体<副睾丸>炎及び精巣上体精巣<副睾丸睾丸>炎
- N46　男性不妊（症）
- N47　過長包皮，包茎及びかん<嵌>頓包茎
- N48　陰茎のその他の障害
  - N48.0　陰茎の白斑症<ロイコプラキー>
  - N48.1　亀頭包皮炎
  - N48.2　陰茎のその他の炎症性障害
  - N48.3　持続性陰茎勃起症
  - N48.4　器質的原因によるインポテンス<(性交)不能症>
  - N48.5　陰茎の潰瘍
  - N48.6　形成性陰茎硬化症
  - N48.8　陰茎のその他の明示された障害
  - N48.9　陰茎の障害，詳細不明
- N49　男性生殖器の炎症性障害，他に分類されないもの
  - N49.0　精のう<嚢>の炎症性障害
  - N49.1　精索，精巣<睾丸>鞘膜及び精管の炎症性障害
  - N49.2　陰のう<嚢>の炎症性障害
  - N49.8　その他の明示された男性生殖器の炎症性障害
  - N49.9　部位不明の男性生殖器の炎症性障害
- N50　男性生殖器のその他の障害
  - N50.0　精巣<睾丸>の萎縮
  - N50.1　男性生殖器の血管障害
  - N50.8　男性生殖器のその他の明示された障害
  - N50.9　男性生殖器の障害，詳細不明
- N51　他に分類される疾患における男性生殖器の障害
  - N51.0　他に分類される疾患における前立腺の障害
  - N51.1　他に分類される疾患における精巣<睾丸>及び精巣上体<副睾丸>の障害
  - N51.2　他に分類される疾患における亀頭炎
  - N51.8　他に分類される疾患における男性生殖器のその他の障害

### (N60-N64)　乳房の障害
- N60　良性乳房異形成(症)
  - N60.0　乳房の弧立のう<嚢>胞
  - N60.1　びまん性のう<嚢>胞性乳腺症
  - N60.2　乳房の線維腺症
  - N60.3　乳房の線維性硬化症
  - N60.4　乳管拡張症
  - N60.8　その他の良性乳房異形成(症)
  - N60.9　良性乳房異形成(症)，詳細不明
- N61　乳房の炎症性障害
- N62　乳房肥大
- N63　乳房の詳細不明の塊
- N64　乳房のその他の障害
  - N64.0　乳頭の亀裂及び瘻
  - N64.1　乳房の脂肪え<壊>死
  - N64.2　乳房萎縮
  - N64.3　分娩に関連しない乳汁漏出(症)
  - N64.4　乳房痛
  - N64.5　乳房のその他の徴候及び症状
  - N64.8　乳房のその他の明示された障害
  - N64.9　乳房の障害，詳細不明

### (N70-N77)　女性骨盤臓器の炎症性疾患
- N70　卵管炎及び卵巣炎
  - N70.0　急性卵管炎及び卵巣炎
  - N70.1　慢性卵管炎及び卵巣炎
  - N70.9　卵管炎及び卵巣炎，詳細不明
- N71　子宮の炎症性疾患，子宮頚(部)を除く
  - N71.0　子宮の急性炎症性疾患
  - N71.1　子宮の慢性炎症性疾患
  - N71.9　子宮の炎症性疾患，詳細不明
- N72　子宮頚(部)の炎症性疾患
- N73　その他の女性骨盤炎症性疾患
  - N73.0　急性子宮傍(結合)組織炎及び骨盤蜂巣炎<蜂窩織炎>
  - N73.1　慢性子宮傍(結合)組織炎及び骨盤蜂巣炎<蜂窩織炎>
  - N73.2　詳細不明の子宮傍(結合)組織炎及び骨盤蜂巣炎<蜂窩織炎>
  - N73.3　女性急性骨盤腹膜炎
  - N73.4　女性慢性骨盤腹膜炎
  - N73.5　女性骨盤腹膜炎，詳細不明
  - N73.6　女性骨盤腹膜癒着
  - N73.8　その他の明示された女性骨盤炎症性疾患
  - N73.9　女性骨盤炎症性疾患，詳細不明
- N74　他に分類される疾患における女性骨盤炎症性障害
  - N74.0　子宮頚(部)の結核感染症
  - N74.1　結核性女性骨盤炎症性疾患
  - N74.2　梅毒性女性骨盤炎症性疾患
  - N74.3　淋菌性女性骨盤炎症性疾患
  - N74.4　クラミジア性女性骨盤炎症性疾患
  - N74.8　他に分類されるその他の疾患における女性骨盤炎症性障害
- N75　バルトリン腺の疾患
  - N75.0　バルトリン腺のう<嚢>胞
  - N75.1　バルトリン腺膿瘍
  - N75.8　バルトリン腺のその他の疾患
  - N75.9　バルトリン腺の疾患，詳細不明
- N76　腟及び外陰のその他の炎症
  - N76.0　急性腟炎
  - N76.1　亜急性及び慢性腟炎
  - N76.2　急性外陰炎
  - N76.3　亜急性及び慢性外陰炎
  - N76.4　外陰膿瘍
  - N76.5　腟潰瘍
  - N76.6　外陰潰瘍
  - N76.8　腟及び外陰のその他の明示された炎症
- N77　他に分類される疾患における外陰腟の潰瘍形成及び炎症
  - N77.0　他に分類される感染症及び寄生虫症における外陰の潰瘍形成
  - N77.1　他に分類される感染症及び寄生虫症における腟炎，外陰炎及び外陰腟炎
  - N77.8　他に分類されるその他の疾患における外陰腟の潰瘍形成及び炎症

### (N80-N98)　女性生殖器の非炎症性障害
- N80　子宮内膜症
  - N80.0　子宮の子宮内膜症
  - N80.1　卵巣の子宮内膜症
  - N80.2　卵管の子宮内膜症
  - N80.3　骨盤腹膜の子宮内膜症
  - N80.4　直腸腟中隔及び腟の子宮内膜症
  - N80.5　腸の子宮内膜症
  - N80.6　皮膚瘢痕における子宮内膜症
  - N80.8　その他の子宮内膜症
  - N80.9　子宮内膜症，詳細不明
- N81　女性性器脱
  - N81.0　女性尿道瘤
  - N81.1　膀胱瘤
  - N81.2　不(完)全子宮腟脱
  - N81.3　完全子宮腟脱
  - N81.4　子宮腟脱，詳細不明
  - N81.5　腟(小)腸瘤
  - N81.6　直腸瘤
  - N81.8　その他の女性性器脱
  - N81.9　女性性器脱，詳細不明
- N82　女性性器を含む瘻
  - N82.0　膀胱腟瘻
  - N82.1　その他の女性尿路性器瘻
  - N82.2　小腸腟瘻
  - N82.3　大腸腟瘻
  - N82.4　その他の女性腸性器瘻
  - N82.5　女性性器皮膚瘻
  - N82.8　その他の女性性器瘻
  - N82.9　女性性器瘻，詳細不明
- N83　卵巣，卵管及び子宮広間膜の非炎症性障害
  - N83.0　卵巣の卵胞のう<嚢>胞
  - N83.1　黄体のう<嚢>胞
  - N83.2　その他及び詳細不明の卵巣のう<嚢>胞
  - N83.3　卵巣及び卵管の後天性萎縮
  - N83.4　卵巣及び卵管の脱及びヘルニア
  - N83.5　卵巣，卵巣茎及び卵管の捻転
  - N83.6　卵管留血症
  - N83.7　子宮広間膜内血腫
  - N83.8　卵巣，卵管及び広間膜のその他の非炎症性障害
  - N83.9　卵巣，卵管及び子宮広間膜の非炎症性障害，詳細不明
- N84　女性性器のポリープ
  - N84.0　子宮体(部)ポリープ
  - N84.1　子宮頚(部)ポリープ
  - N84.2　腟ポリープ
  - N84.3　外陰ポリープ
  - N84.8　女性性器のその他の部位のポリープ
  - N84.9　女性性器のポリープ，詳細不明
- N85　子宮のその他の非炎症性障害，子宮頚(部)を除く
  - N85.0　子宮内膜腺様のう<嚢>胞性増殖症
  - N85.1　子宮内膜腺腫性増殖症
  - N85.2　子宮肥大
  - N85.3　子宮復古<退縮>不全
  - N85.4　子宮の位置異常
  - N85.5　子宮内反(症)
  - N85.6　子宮内癒着(症)
  - N85.7　子宮留血症
  - N85.8　子宮のその他の明示された非炎症性障害
  - N85.9　子宮の非炎症性障害，詳細不明
- N86　子宮頚(部)のびらん及び外反(症)
- N87　子宮頚(部)の異形成
  - N87.0　軽度子宮頚(部)の異形成
  - N87.1　中等度子宮頚(部)異形成
  - N87.2　高度子宮頚(部)の異形成，他に分類されないもの
  - N87.9　子宮頚(部)の異形成，詳細不明
- N88　子宮頚(部)のその他の非炎症性障害
  - N88.0　子宮頚(部)白斑症<ロイコプラキー>
  - N88.1　子宮頚(部)陳旧性裂傷
  - N88.2　子宮頚(部)の狭窄
  - N88.3　(子宮)頚管無力症
  - N88.4　子宮頚(部)の肥大性延長(症)
  - N88.8　子宮頚(部)のその他の明示された非炎症性障害
  - N88.9　子宮頚(部)の非炎症性障害，詳細不明
- N89　腟のその他の非炎症性障害
  - N89.0　軽度腟異形成
  - N89.1　中等度腟異形成
  - N89.2　高度腟異形成，他に分類されないもの
  - N89.3　腟異形成，詳細不明
  - N89.4　腟の白斑症<ロイコプラキー>
  - N89.5　腟の狭窄及び閉鎖
  - N89.6　処女膜輪狭小
  - N89.7　腟留血症
  - N89.8　腟のその他の明示された非炎症性障害
  - N89.9　腟の非炎症性障害，詳細不明
- N90　外陰及び会陰のその他の非炎症性障害
  - N90.0　軽度外陰異形成
  - N90.1　中等度外陰異形成
  - N90.2　高度外陰異形成，他に分類されないもの
  - N90.3　外陰異形成，詳細不明
  - N90.4　外陰の白斑症<ロイコプラキー>
  - N90.5　外陰萎縮
  - N90.6　外陰肥大
  - N90.7　外陰のう<嚢>胞
  - N90.8　外陰及び会陰のその他の明示された非炎症性障害
  - N90.9　外陰及び会陰の非炎症性障害，詳細不明
- N91　無月経，過少月経及び希発月経
  - N91.0　原発性無月経
  - N91.1　続発性無月経
  - N91.2　無月経，詳細不明
  - N91.3　原発性希発月経
  - N91.4　続発性希発月経
  - N91.5　希発月経，詳細不明
- N92　過多月経，頻発月経及び月経不順
  - N92.0　規則的周期を伴う過多月経及び頻発月経
  - N92.1　不規則周期を伴う過多月経及び頻発月経
  - N92.2　思春期過多月経
  - N92.3　排卵出血
  - N92.4　閉経前過多出血
  - N92.5　その他の明示された月経不順
  - N92.6　月経不順，詳細不明
- N93　子宮及び腟のその他の異常出血
  - N93.0　性交後及び接触(性)出血
  - N93.8　子宮及び腟のその他の明示された異常出血
  - N93.9　子宮及び腟の異常出血，詳細不明
- N94　女性生殖器及び月経周期に関連する疼痛及びその他の病態
  - N94.0　中間痛<排卵痛>
  - N94.1　性交疼痛(症)
  - N94.2　腟けい<痙>
  - N94.3　月経前(緊張)症候群
  - N94.4　原発性月経困難症
  - N94.5　続発性月経困難症
  - N94.6　月経困難症，詳細不明
  - N94.8　女性生殖器及び月経周期に関連するその他の明示された病態
  - N94.9　女性生殖器及び月経周期に関連する詳細不明の病態
- N95　閉経期及びその他の閉経周辺期障害
  - N95.0　閉経後出血
  - N95.1　閉経期及び女性更年期状態
  - N95.2　閉経後萎縮性腟炎
  - N95.3　人工的閉経に関連する状態
  - N95.8　その他の明示された閉経期及び閉経周辺期障害
  - N95.9　閉経期及び閉経周辺期障害，詳細不明
- N96　習慣流産
- N97　女性不妊症
  - N97.0　無排卵に関連する女性不妊症
  - N97.1　卵管に原因する女性不妊症
  - N97.2　子宮に原因する女性不妊症
  - N97.3　子宮頚(部)に原因する女性不妊症
  - N97.4　男性側要因に関連する女性不妊症
  - N97.8　その他の原因の女性不妊症
  - N97.9　女性不妊症，詳細不明
- N98　人工授精に関連する合併症
  - N98.0　人工授精に関連する感染症
  - N98.1　卵巣の過剰刺激
  - N98.2　体外受精後受精卵の移植操作の合併症
  - N98.3　胚移植における胚の移植操作の合併症
  - N98.8　人工授精に関連するその他の合併症
  - N98.9　人工授精に関連する合併症，詳細不明

### (N99-)　腎尿路生殖器系のその他の障害
- N99　腎尿路生殖器系の処置後障害，他に分類されないもの
  - N99.0　処置後腎不全
  - N99.1　処置後尿道狭窄
  - N99.2　(手)術後腟癒着
  - N99.3　子宮切除後腟(壁)脱
  - N99.4　処置後骨盤腹膜癒着
  - N99.5　尿路の外部ストマの機能不全
  - N99.8　腎尿路生殖器系のその他の処置後障害
  - N99.9　腎尿路生殖器系の処置後障害，詳細不明